# Johnny Sack
John Sacramoni, más conocido como Johnny Sack, es un personaje ficticio de la serie de HBO Los Soprano interpretado por Vincent Curatola. Durante gran parte de la serie, Sacrimoni es el subjefe de la familia criminal Lupertazzi de Brooklyn liderada por Carmine Lupertazzi. Es uno de los nexos entre la familia criminal Soprano y la familia Lupertazzi debido a la gran amistad que le une con Tony Soprano. Más tarde, tras el fallecimiento de Carmine Lupertazzi, Sacramoni se convierte en el jefe de dicha familia, periodo que coincide con la llegada de Phil Leotardo y el empeoramiento de las relaciones entre las dos familias. Finalmente murió en prisión debido a un cáncer de pulmón.

## Lecturas recomendadas
- The Sopranos: The Complete Book, 2007 HBO ISBN 1-933821-18-3.
- Glen O. Gabbard, The Psychology of the Sopranos Love, Death, Desire and Betrayal in America's Favorite Gangster Family - Basic books, 2002.
- Michael Hammond, Lucy Mazdon, The Contemporary Television Series, Edinburgh University Press, Edimburgo 2005.
- Martha P. Nochinsom, Dying to Belong: Gangsters Movies in Hollywood and Hong Kong, Wiley Blackwell, 2007.